# Centurión (Uruguay)
Centurión est une localité uruguayenne du département de Cerro Largo.

## Localisation
Située à proximité de la frontière brésilienne à l'est du département de Cerro Largo, Centurión se déploie sur la route 7, non loin du lieu-dit Paso del Centurión sur le río Yaguarón.

## Population
| 2004 | 2011 |
| ---- | ---- |
| -    | 35   |

## Source
- (es) Cet article est partiellement ou en totalité issu de l’article de Wikipédia en espagnol intitulé « Centurión (Uruguay) » (voir la liste des auteurs).